# Мирјана Маскарели
Мирјана Маскарели (1937) је била професорка латинског у Петој београдској гимназији, и ауторка званичног уџбеника за латински језик за гимназије у Србији. Сестричина је Мише Ђурића. Била је супруга сликара Марија Маскарелија.